# Might & Magic Heroes VII
Might & Magic: Heroes VII (abreviat de obicei ca MMH7 sau HOMM7) este un joc video de strategie pe ture realizat pentru Microsoft Windows, al șaptelea din seria Heroes of Might and Magic. Jocul a apărut la 29 septembrie 2015. La fel ca și celelalte jocuri ale seriei, jucătorii controlează eroi cu abilități magice care recrutează o varietate de creaturi din castele și clădiri. Jocul dispune de o serie de campanii și scenarii pentru un singur jucător sau multiplayer. Jocul este dezvoltat de studioul german Limbic Entertainment.

## Rase
- HAVEN Arhivat în 11 septembrie 2015, la Wayback Machine.
- ACADEMY
- NECROPOLIS
- STRONGHOLD
- SYLVAN
- DUNGEON
- FORTRESS

## Primire
Jocul a beneficiat de recenzii mixte, având scorul de 66 și  64% pe site-urile Metacritic și GameRankings respectiv. IGN a dat jocului un scor de 6.4 din 10.

## Legături externe
- Site web oficial